# Neatostema apulum
Neatostema apulum – gatunek rośliny z rodziny ogórecznikowatych. Występuje na wyspach Makaronezji oraz w krajach basenie Morza Śródziemnego i na Bliskim Wschodzie sięgając Zatoki Perskiej. Jest rośliną jednoroczną, rosnącą na różnych glebach w miejscach otwartych, na rzędnych do 1600 m n.p.m. Obok typowych (chasmogamicznych) kwiatów, wykształca też kwiaty klejstogamiczne o zredukowanej zielonożółtej koronie, co jest cechą wyjątkową wśród ogórecznikowatych. 

## Morfologia

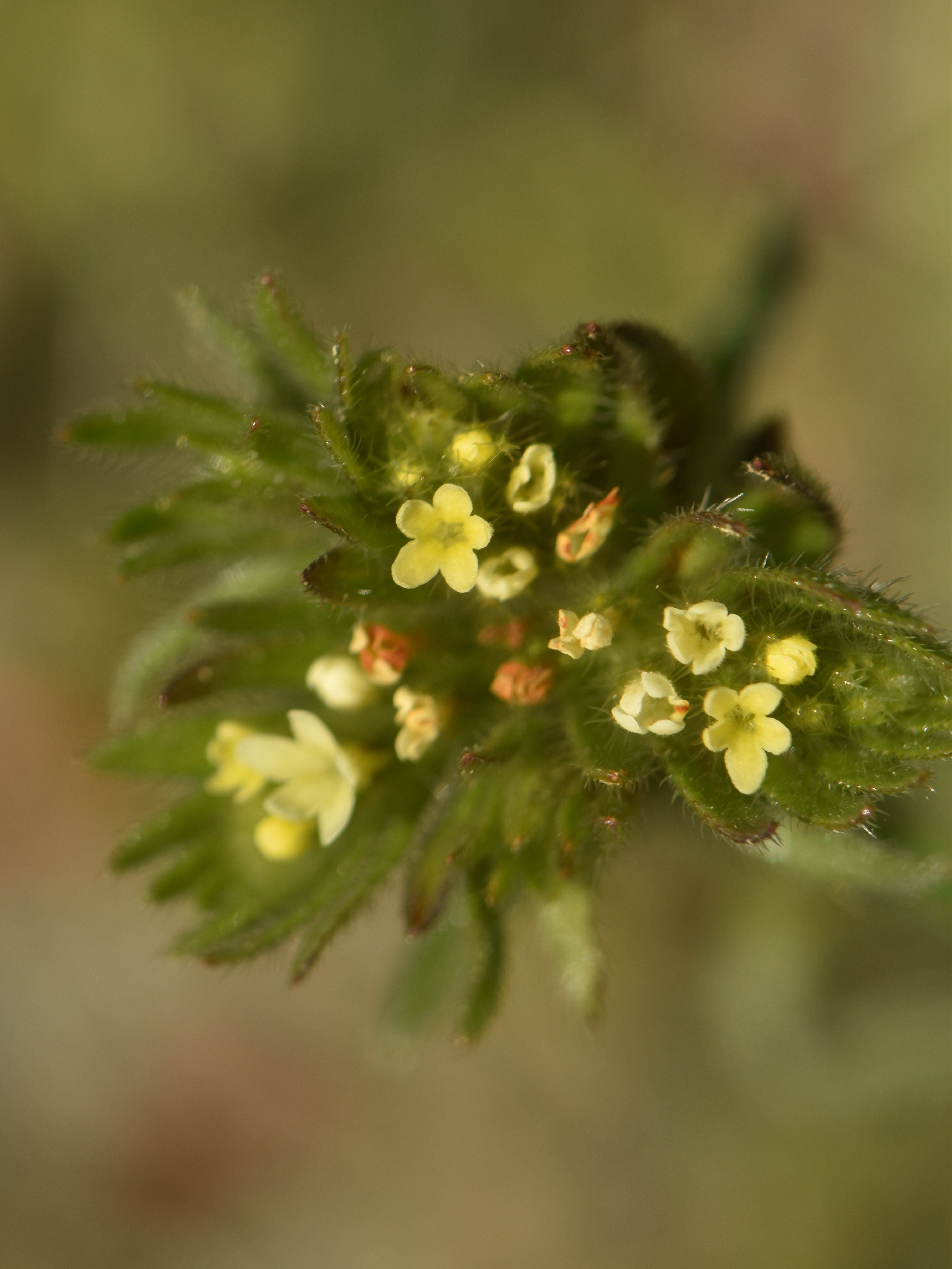
Kwiatostan

PokrójWzniesiona roślina zielna o wysokości od kilku cm do ponad 25 cm. Pokryta gęstymi, przylegającymi i odstającymi włoskami osiągającymi 1,5 mm długości. Łodyga nierozgałęziona lub rozgałęziona od nasady.
LiścieLiście pojedyncze, skrętoległe, osiągające ok. 4,5 cm długości i 0,7 cm szerokości. Liście przyziemne lancetowato łopatkowate, zwykle stępione na wierzchołku. Liście łodygowe są węższe i zaostrzone.
KwiatyZebrane w szczytowych skrętkach, wydłużających się w czasie owocowania i wówczas osiągających do 9 cm długości. Kwiaty wsparte są wąsko jajowatymi przysadkami i stoją na szypułkach długości 2 mm. Działki kielicha do ok. 5 mm długości, krótsze od przysadek i korony, rozcięte niemal do nasady, wąskotrójkątne do równowąskich. Korona żółta, o średnicy 2–3,5 mm, na końcu z łatkami o długości i szerokości ok. 1,5 mm, od zewnątrz owłosionymi i brodawkowatymi. Pręciki z brązowymi główkami o długości 0,5–0,7 mm schowane w rurce korony. Słupek z bardzo krótką szyjką, na szczycie z dwiema główkowatymi łatkami znamienia.
OwoceRozłupnie rozpadające się na jajowate, jasnobrązowe do żółtawych i czarno kropkowane rozłupki.

## Systematyka
Rodzaj należy do plemienia Lithospermeae w podrodzinie Boraginoideae w obrębie rodziny ogórecznikowatych Boraginaceae.